# Mercedes-Benz M 270/M 274
| Mercedes-Benz        | Mercedes-Benz                             |
| -------------------- | ----------------------------------------- |
|                      |                                           |
| M 270                |                                           |
| Hersteller:          | Mercedes-Benz                             |
| Produktionszeitraum: | seit 2011                                 |
| Bauform:             | Reihenvierzylinder                        |
| Motoren:             | 1,6 Liter (1595 cm³) 2,0 Liter (1991 cm³) |
| Vorgängermodell:     | M 266 M 271                               |
| Nachfolgemodell:     | M 254 M 260/M 264 M 282                   |

Der M 270 ist ein Ottomotor mit vier Zylindern in Reihe von Mercedes-Benz. Er wurde im November 2011 in der zweiten Generation der B-Klasse (W 246) vorgestellt. Er ersetzt die Baureihe M 266 und als M 274 mittelfristig auch den M 271.
Gebaut wird der Motor in den Mercedes-Benz-Werken Stuttgart-Untertürkheim und bei der MDC Power GmbH in Kölleda. Die Produktion des Motors begann am 29. Juli 2011. Der Hersteller firmierte zu dieser Zeit als Daimler AG und hatte den Motor eigenständig entwickelt.

## Technik

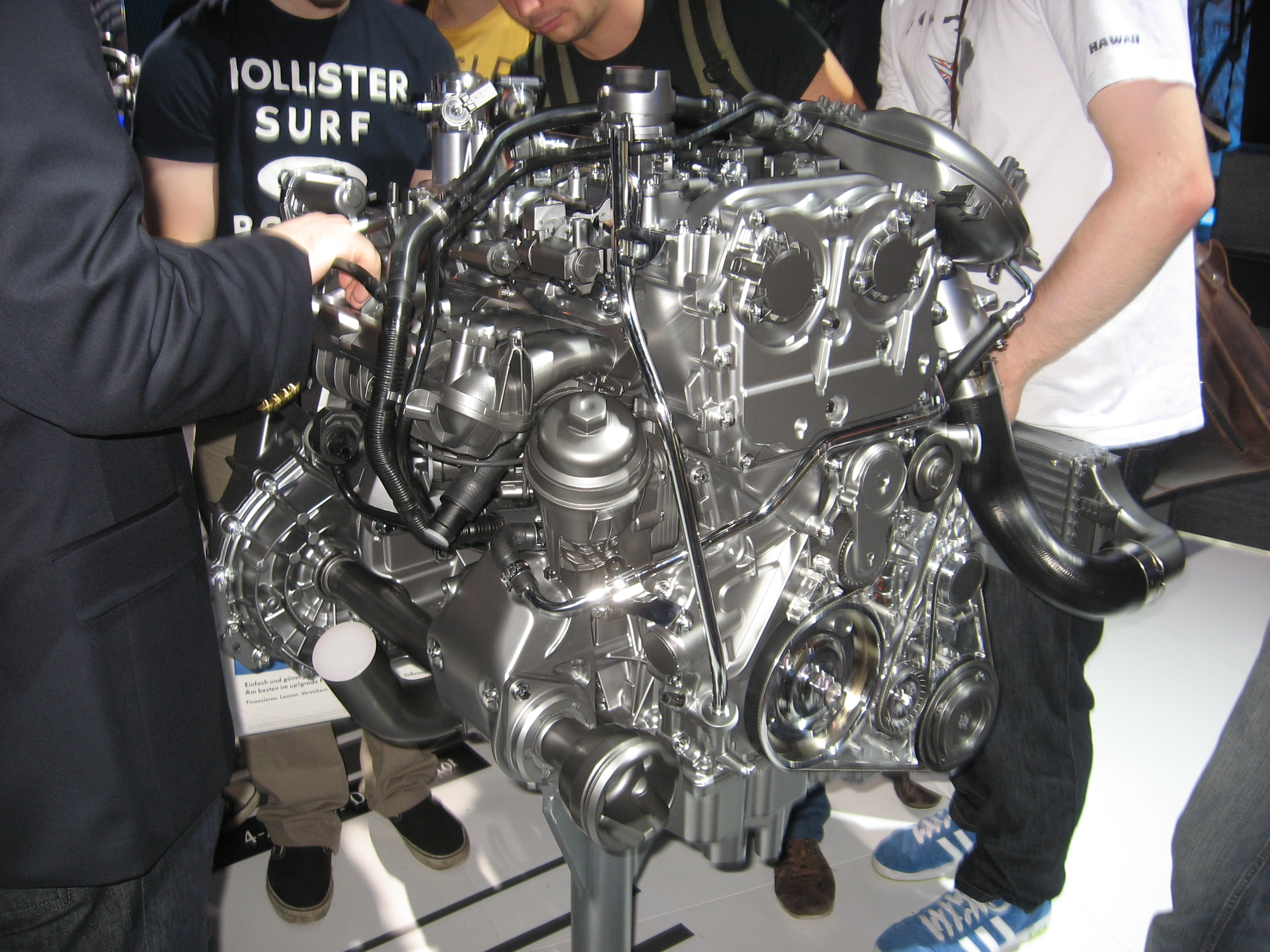
M 270 DE 16 AL

Der Motor lässt sich sowohl quer als auch längs einbauen. In den kompakten frontgetriebenen Modellen A- und B-Klassen wird er quer eingebaut und heißt dort M 270, in den übrigen Modellen ist er längs angeordnet und wird hier als M 274 bezeichnet. Dies erfordert eine sehr kompakte Bauweise des Aggregats. Hierzu wurden die Nebenaggregate dicht angeordnet und der Zylinderabstand mit 90 mm eng ausgelegt. Ein weiteres Entwicklungsziel war die Gewichtsreduktion. Motorblock und Zylinderkopf des Motors bestehen aus einer Aluminiumlegierung und die Kurbelwelle ist hohlgegossen, wodurch sich mit der kompakten Bauweise das Gewicht in der Basisvariante auf 137 kg reduziert.
Alle Motoren dieser Baureihe werden durch einen Abgasturbolader aufgeladen. Trotz der Aufladung sind die Motoren mit einem Verhältnis von 10,3:1 hoch verdichtet. Zunächst wurde der Motor mit 1,6 l Hubraum (1595 cm³, Bohrung 83,0 mm, Hub 73,7 mm) gebaut. Im September 2012 folgte eine Variante mit 2,0 l Hubraum (1991 cm³, Bohrung 83,0 mm, Hub 92,0 mm) und 155 kW (211 PS) im Modell A 250 BlueEFFICIENCY.
Der M 270 und der M 274 ist eng mit den BlueDIRECT-V‑Motoren M 276 und M 278 verwandt. Er hat dementsprechend Direkteinspritzung mit strahlgeführter Verbrennung dritter Generation, die über einen A-Düsen-Piezoinjektor realisiert wird. Neben der konventionellen, homogenen Gemischbildung haben die hubraumstarken Derivate auch Schichtladung, die es bisher bei aufgeladenen Motoren nicht gab.
Als Hochdruckpumpe wird eine Einstempelpumpe mit einem im Pumpenmodul integrierten Mengenregelventil eingesetzt. Sie erzeugt kennfeldgesteuert einen Arbeitsdruck von bis zu 200 bar. Der Kraftstoff wird je nach Lastzustand in bis zu fünf Teilmengen pro Arbeitstakt über Piezo-Injektoren in den Zylinder eingespritzt. Dort entzündet eine Multifunkenzündung das Luft-Kraftstoff-Gemisch.
Der Motor hat zwei obenliegende kettengetriebene Nockenwellen. Bei beiden Nockenwellen ist das Timing verstellbar. Dies ermöglicht in Verbindung mit dem Turbolader das sogenannte Scavenging, bei dem sich die Öffnungszeiten von Einlass- und Auslassventil teilweise überschneiden. Hierbei spült die angesaugte kalte Frischluft das noch im Brennraum befindliche heiße Abgas in den Auspuffkrümmer, wodurch sich die Zylinderfüllung verbessert. Der Turbolader spricht durch den erhöhten Gasstrom im Abgasstrang vor allem bei niedrigen Drehzahlen deutlich schneller an. Somit wird ein Turboloch vermieden. Durch die Direkteinspritzung ist die Frischluft beim Einströmen in den Zylinder noch nicht mit Treibstoff vermischt, wodurch Spülverluste (Austreten unverbrannten Benzins in den Abgaskrümmer) vermieden werden.
Die 1,6-l-Motoren sind optional mit dem sogenannten Camtronic-System ausgestattet. Dieses kann bei Teillast auf einen kleineren Einlassnocken umschalten, was einen höheren Saugrohrdruck und damit ein Vermeiden von Drosselverlusten ermöglicht. In Verbindung mit der variablen Einlassnockenwelle lässt dies bei entsprechenden Lasten eine Laststeuerung mit der Nockenwelle zu. Bei den M-270- und M-274-Motoren ist somit beim Betrieb mit kleinem Einlassnocken eine dreistufige Laststeuerung verwirklicht: Bei sehr niedrigen Lasten wird ein verringerter Ventilhub gewählt, damit die Drosselklappe für dieselbe Luftmenge weiter geöffnet werden muss. Bei mittleren Lasten wird über auf die größeren Einlassnocken umgeschaltet, und bei höheren Lasten wird der Saugrohrdruck zusätzlich über den Turbolader erhöht.
Die kompakte Bauweise des Motors und das Brennverfahren erfordern eine ausgeklügelte Motorkühlung. Das Kühlmittel fließt durch einen zweiteiligen Wassermantel mit Querstromkühlung und durch nur drei Millimeter starke Kühlkanäle zwischen Zündkerzen und Kraftstoffinjektoren an die wärmebelasteten Stellen. Um auch bei höheren Geschwindigkeiten einen akzeptablen Kraftstoffverbrauch zu gewährleisten, ist dank der effizienten Motorkühlung eine Volllastanreicherung zur Kühlung des Zylinderkopfs erst bei Geschwindigkeiten über 200 km/h erforderlich. Bei einem Kaltstart strömt dank einer bedarfsgesteuerten Wasserpumpe mit strömungsoptimiertem Kugelventil kein Kühlmittel durch den Motor. Das führt zu einem schnellen Erreichen der Betriebstemperatur und trägt damit zu einem geringeren Kraftstoffverbrauch und besseren Verschleißverhalten bei. Der Fahrzeuginnenraum wird hierdurch ebenfalls schnellstmöglich erwärmt. Auch der Thermostat enthält ein strömungsoptimiertes Kugelventil. Es wird durch die Motorsteuerung in Abhängigkeit von Fahrweise und Umgebungsbedingungen elektronisch geregelt und stellt die optimale Kühlmitteltemperatur ein.
Mit einer bedarfsgerechten Steuerung wurde auch die Ölpumpe versehen, womit sie zu einer weiteren Kraftstoffersparnis beiträgt. Dies ist auch Ziel der ECO-Start-Stopp-Funktion, die den Motor bei kurzen Stopps, wie Staus oder rote Ampeln, selbstständig ausschaltet und verzögerungsfrei wieder startet. Sie ist das Ergebnis der gleichzeitigen Entwicklung von Motoren und Getriebe für den Quereinbau. So kommuniziert für ein möglichst gutes Ansprechverhalten beispielsweise das Steuergerät des Doppelkupplungsgetriebes 7G-DCT mit dem Motorsteuergerät.
Als Kraftübertragung gibt es folgende Getriebevarianten:
- Sechsgang-Schaltgetriebe mit Start-Stopp-Automatik
- Siebengang-Doppelkupplungsgetriebe 7G-DCT mit Start-Stopp-Automatik für vorderradgetriebene Fahrzeuge
- Siebenstufen-Automatikgetriebe 7G-Tronic Plus mit Start-Stopp-Automatik für hinterrad- und allradgetriebene Fahrzeuge
- Neunstufen-Automatikgetriebe 9G-Tronic mit Start-Stopp-Automatik für hinterrad- und allradgetriebene Fahrzeuge

## Varianten

### M 270 zum Quereinbau

#### M 270 DE 16 AL red. *
| Verkaufsbezeichnung                                                                                 | Baureihe | Bauzeitraum         |
| --------------------------------------------------------------------------------------------------- | -------- | ------------------- |
| Hubraum: 1595 cm³, Leistung: 75 kW (102 PS) bei 4500–6000/min, Drehmoment: 180 Nm bei 1200–3500/min |          |                     |
| A 160                                                                                               | W 176    | 2015–2018           |
| B 160                                                                                               | W 246    | seit 2015           |
| Hubraum: 1595 cm³, Leistung: 90 kW (122 PS) bei 5000/min, Drehmoment: 200 Nm bei 1250–4000/min      |          |                     |
| CLA 180                                                                                             | C 117    | seit 2013           |
| CLA 180 BlueEFFICIENCY Edition                                                                      | C 117    | seit 2013           |
| A 180 A 180 BlueEFFICIENCY                                                                          | W 176    | 2013–2018 2012–2013 |
| A 180 BlueEFFICIENCY Edition                                                                        | W 176    | 2013–2018           |
| B 180 B 180 BlueEFFICIENCY                                                                          | W 246    | seit 2013 2011–2013 |
| B 180 BlueEFFICIENCY Edition                                                                        | W 246    | seit 2015           |
| GLA 180                                                                                             | X 156    | seit 2015           |

#### M 270 DE 16 AL *
| Verkaufsbezeichnung                                                                             | Baureihe | Bauzeitraum         |
| ----------------------------------------------------------------------------------------------- | -------- | ------------------- |
| Hubraum: 1595 cm³, Leistung: 115 kW (156 PS) bei 5000/min, Drehmoment: 250 Nm bei 1250–4000/min |          |                     |
| CLA 200                                                                                         | C 117    | seit 2013           |
| GLA 200                                                                                         | X 156    | seit 2014           |
| A 200 A 200 BlueEFFICIENCY                                                                      | W 176    | 2013–2018 2012–2013 |
| B 200 B 200 BlueEFFICIENCY                                                                      | W 246    | seit 2013 2011–2013 |

#### M 270 DE 20 AL *
| Verkaufsbezeichnung                                                                             | Baureihe      | Bauzeitraum         |
| ----------------------------------------------------------------------------------------------- | ------------- | ------------------- |
| Hubraum: 1991 cm³, Leistung: 115 kW (156 PS) bei 5000/min, Drehmoment: 270 Nm bei 1250–4000/min |               |                     |
| B 200 Natural Gas Drive                                                                         | W 246         | 2013–2017           |
| Hubraum: 1991 cm³, Leistung: 135 kW (184 PS) bei 5000/min, Drehmoment: 300 Nm bei 1250–4000/min |               |                     |
| A 220 4MATIC                                                                                    | W 176         | 2014–2018           |
| B 220 4MATIC                                                                                    | W 246         | seit 2013           |
| Hubraum: 1991 cm³, Leistung: 155 kW (211 PS) bei 5500/min, Drehmoment: 350 Nm bei 1200–4000/min |               |                     |
| CLA 250                                                                                         | C 117         | seit 2013           |
| GLA 250                                                                                         | X 156         | seit 2013           |
| Infiniti Q30s Infiniti Q50 Infiniti Q60                                                         | Q30, Q50, Q60 | seit 12/2015        |
| A 250 A 250 BlueEFFICIENCY                                                                      | W 176         | 2013–2018 2012–2013 |
| B 250 B 250 BlueEFFICIENCY                                                                      | W 246         | seit 2013 2012–2013 |
| Hubraum: 1991 cm³, Leistung: 160 kW (218 PS) bei 5500/min, Drehmoment: 350 Nm bei 1200–4000/min |               |                     |
| CLA 250 Sport                                                                                   | C 117         | 2015–2018           |
| A 250 Sport                                                                                     | W 176         | 2015–2018           |

### M 274 zum Längseinbau

#### M 274 DE 16 AL *
| Verkaufsbezeichnung                                                                             | Baureihe  | Bauzeitraum |
| ----------------------------------------------------------------------------------------------- | --------- | ----------- |
| Hubraum: 1595 cm³, Leistung: 95 kW (129 PS) bei 5000/min, Drehmoment: 210 Nm bei 1200–4000/min  |           |             |
| C 160                                                                                           | W/S 205   | 2015–2019   |
| Hubraum: 1595 cm³, Leistung: 115 kW (156 PS) bei 5300/min, Drehmoment: 250 Nm bei 1250–4000/min |           |             |
| C 180 BlueEFFICIENCY                                                                            | W/S/C 204 | 2012–2015   |
| C 180                                                                                           | W/S 205   | seit 2014   |
| E 180                                                                                           | W 212     | 2013–2016   |
| SLC 180                                                                                         | R172      | seit 2016   |

#### M 274 DE 20 AL *
| Verkaufsbezeichnung                                                                             | Baureihe     | Bauzeitraum |
| ----------------------------------------------------------------------------------------------- | ------------ | ----------- |
| Hubraum: 1991 cm³, Leistung: 115 kW (156 PS) bei 5000/min, Drehmoment: 270 Nm bei 1250–4000/min |              |             |
| E 200 Natural Gas Drive                                                                         | W 212        | 2013–2016   |
| Hubraum: 1991 cm³, Leistung: 135 kW (184 PS) bei 5500/min, Drehmoment: 300 Nm bei 1200–4000/min |              |             |
| SLC 200                                                                                         | R 172        | seit 2015   |
| GLK 200                                                                                         | X 204        | seit 2013   |
| C 200                                                                                           | W/S 205      | 2014–2018   |
| E 200                                                                                           | C/A 207      | seit 2013   |
| E 200                                                                                           | W/S 212      | 2013–2016   |
| E 200                                                                                           | W/S 213      | seit 2016   |
| Hubraum: 1991 cm³, Leistung: 155 kW (211 PS) bei 5500/min, Drehmoment: 350 Nm bei 1250–3500/min |              |             |
| Q50                                                                                             | Infiniti Q50 | seit 2014   |
| Metris                                                                                          | W/V 447      | 2015–2019   |
| Hubraum: 1991 cm³, Leistung: 155 kW (211 PS) bei 5500/min, Drehmoment: 350 Nm bei 1200–4000/min |              |             |
| GLK 250                                                                                         | X 204        | seit 2013   |
| GLC 250 4MATIC                                                                                  | X/C 253      | seit 2015   |
| C 250                                                                                           | W/S 205      | 2014–2018   |
| C 350 e                                                                                         | W/S 205      | 2015–2018   |
| E 250                                                                                           | C/A 207      | seit 2013   |
| E 250                                                                                           | W/S 212      | 2013–2016   |
| E 250                                                                                           | W/S 213      | 2016–2018   |
| E 350 e                                                                                         | W/S 213      | 2016–2018   |
| GLE 350 e 4MATIC                                                                                | V 167        | seit 2020   |
| GLE 350 e 4MATIC Coupé                                                                          | C 167        | seit 2020   |
| Hubraum: 1991 cm³, Leistung: 155 kW (211 PS) bei 5500/min, Drehmoment: 350 Nm bei 1600–4000/min |              |             |
| E 300 e                                                                                         | W/S 213      | seit 2020   |
| Hubraum: 1991 cm³, Leistung: 180 kW (245 PS) bei 5500/min, Drehmoment: 370 Nm bei 1300–4000/min |              |             |
| SLK 300                                                                                         | R 172        | seit 2015   |
| C 300                                                                                           | W 205        | 2015–2018   |
| E 300                                                                                           | W/S 213      | seit 2016   |
| GLC 300 4MATIC                                                                                  | X/C 253      | seit 2016   |

 * Die Motorbezeichnung ist wie folgt verschlüsselt:
M = Motor (Otto), Baureihe = 3-stellig, DE = Direkteinspritzung, Hubraum = Deziliter (gerundet), A = Abgasturbolader, L = Ladeluftkühlung, red. = leistungsreduziert